# 国立霞ヶ丘競技場

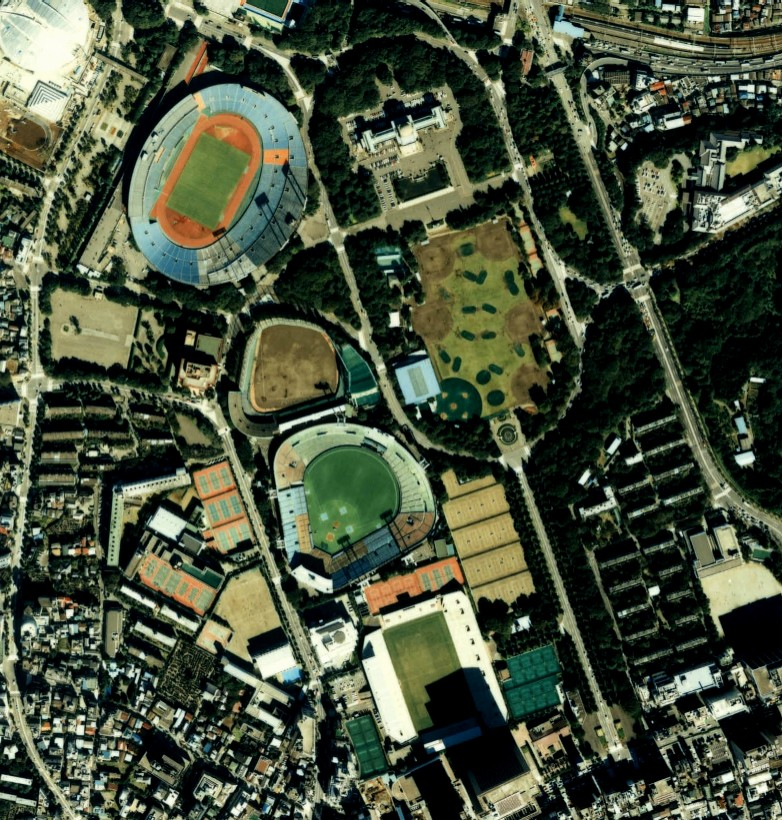
国立霞ヶ丘競技場空撮。一番上が国立霞ヶ丘陸上競技場。一番下が秩父宮ラグビー場。その間に写っているのが明治神宮野球場である。この他テニス場も確認できる。近辺の案内図は、:画像:Jingu gaien air2.jpg。

国立霞ヶ丘競技場（こくりつかすみがおかきょうぎじょう）は、東京都新宿区および港区の明治神宮外苑にある独立行政法人日本スポーツ振興センターが運営する、スポーツ・コンプレックスである。

## 概要
国立霞ヶ丘競技場は陸上競技場をはじめとして以下の施設から成り立つ。
- 国立霞ヶ丘競技場陸上競技場→国立競技場
- 秩父宮ラグビー場
- 体育館
- 水泳場
- トレーニングセンター
- テニス場

陸上競技場とラグビー場の間に宗教法人明治神宮が所有する明治神宮野球場、および第二球場がある。明治神宮外苑のスポーツ施設としてはこの他にアイススケートリンク、フットサルコート、テニスコートがある。
また、陸上競技場西側に東京都が所有する東京体育館（アリーナ、プール、トレーニングルームの他に陸上競技場を有する）が隣接している。国立霞ヶ丘陸上競技場は国立霞ヶ丘競技場内に補助競技場を持たないながらも、東京体育館内にある陸上競技場、および代々木公園陸上競技場を補助競技場と見なして日本陸上競技連盟第一種公認競技場となっている。
上記2施設は国立霞ヶ丘競技場の範疇には含まれないものの、これらの施設と併せて神宮外苑周辺に東京都心最大のスポーツコンプレックスを形成している。

## 歴史
1924年（大正13年）に青山練兵場跡地に建設された明治神宮外苑競技場が前身である。明治神宮外苑競技場には陸上競技場の他、野球場、相撲場、プール等が設置された。戦中は陸上競技場が学徒出陣の壮行会の舞台となった。
1945年（昭和20年）に第二次世界大戦で日本が敗戦すると、施設はアメリカ軍によって接収され、しばらくは『ナルキニック・スタジアム』という名称で使用されていた。
その後オリンピックの開催を目指して1956年（昭和31年）に、文部省に譲渡され、外苑競技場を取り壊し、1958年（昭和33年）に国立霞ヶ丘陸上競技場が完成した。完成した年に、国産アンツーカにて舗装された同陸上競技場で「アジア競技大会」が開催され、東京がオリンピックを開催する能力があることをアピールする絶好の機会となり、翌1959年（昭和34年）5月に開催された国際オリンピック委員会総会で1964年（昭和39年）のオリンピックの東京開催が決定した。
東京オリンピックでは陸上競技場がメインスタジアムとして陸上競技、サッカーの3位決定戦と決勝戦、および馬術競技の大賞典障害飛越が、ラグビー場ではサッカー競技が実施された。

## 施設概要

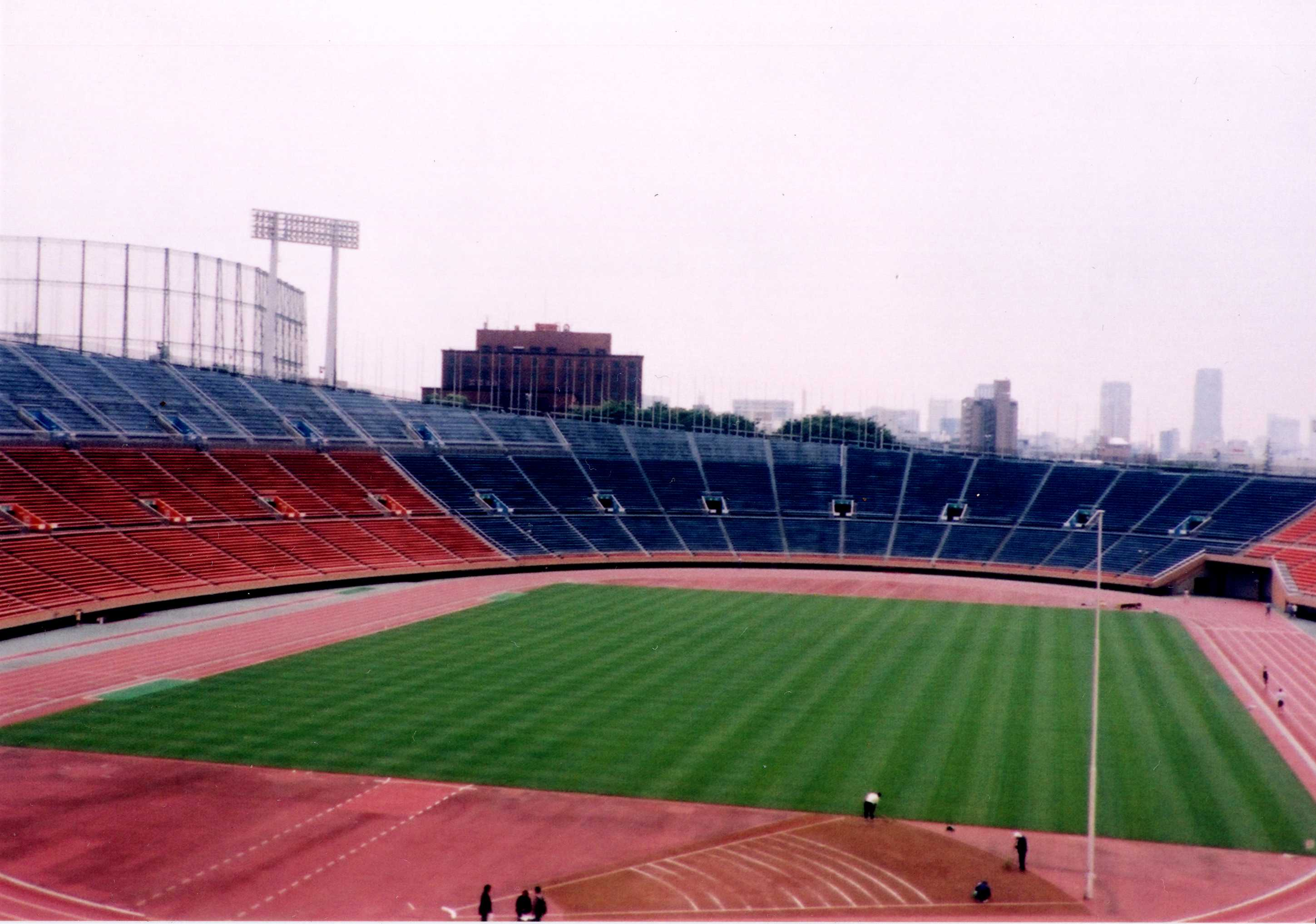
競技場内部。サッカーの試合などで殊に有名。

陸上競技場およびラグビー場に関してはその項目を参照のこと。

### 体育館
- 国立霞ヶ丘陸上競技場代々木門エントランス下に設置
- 54m×19m（1,026平米(m2)）
  - 全面でバレーボールコート2面、バスケットボールコート1面を取ることが可能。

### プール
- 国立霞ヶ丘陸上競技場南側サイドスタンド下に設置
- 短水路6レーン
- 水深: 1.2-2.0m

### テニス場
神宮球場を挟んで2つのテニス場が存在する。神宮球場の東側に直接隣接するのが東テニス場で、神宮球場とスタジアム通りを挟んで向かい合うのが西テニス場である。

#### 東テニス場
- クラブハウス－秩父宮ラグビー競技場内
- ハードコート4面
- 砂入り人工芝7面

#### 西テニス場
- クラブハウス－神宮球場向かい
- ハードコート9面6面
- 砂入り人工芝コート3面

## アクセス
- 都営地下鉄大江戸線-国立競技場駅
- 中央・総武緩行線-千駄ケ谷駅、信濃町駅

ただし秩父宮ラグビー場は東京メトロ銀座線-外苑前駅の方がアクセスが便利である。

## 註
1. ↑  アイランズ　『東京の戦前　昔恋しい散歩地図』　草思社　平成16年1月30日発行第1刷